# Новый город (Эдинбург)
Новый город в Эдинбурге — один из центральных районов шотландской столицы. Вместе со Старым городом и частью Вест-Энда был внесён в список Всемирного наследия ЮНЕСКО в 1995 году. Несмотря на название, большая часть построек в Новом городе относится к XVIII — XIX векам и выполнена в стиле неоклассицизма.

## Подготовка
Планы по созданию Нового города в Эдинбурге принадлежат ко времени правления короля Якова VII (конец XVII века). В XVII веке количество населения в Эдинбурге достигло критической отметки, средневековый Старый город оказался переполнен. Тогда городское управление приняло решение о расширении границ города, в частности, с целью предотвратить массовый отъезд влиятельных персон в Лондон. В Эдинбург пришла эпоха Просвещения, и устаревшая городская инфраструктура более не устраивала молодых прогрессивных философов, поселившихся в городе.
В связи с географическим положением Эдинбурга, расширение границ города было непростой задачей. С этой целью было принято решение осушить озеро Нор-Лох, которое было сильно загрязнено сточными водами и издавало зловоние. Осушение озера было закончено в XIX веке. Большую часть долины, где ранее было расположено озеро, заняли под парк Принсес-стрит, также здесь была раскинута одна из основных торговых улиц города — Принсес-стрит. На искусственном холме The Mound (сдача готового объекта в 1830 году) были построены Национальная галерея Шотландии, Королевская Шотландская Академия, главное здание Bank of Scotland и другие импозантные строения.
Таким образом, долина высушенного Нор Лоха разделила Старый и Новый город. Для соединения обеих частей города, были построены Северный мост и мост Уэверли. В середине XIX века в долине обосновались железнодорожные компании, которые положили начало вокзала Эдинбург-Уэверли.
Постепенно богатые горожане начали переезжать в просторные георгианские дома на широких улицах в Новом городе, оставив Старый город более бедным слоям населения.

## Первый Новый город

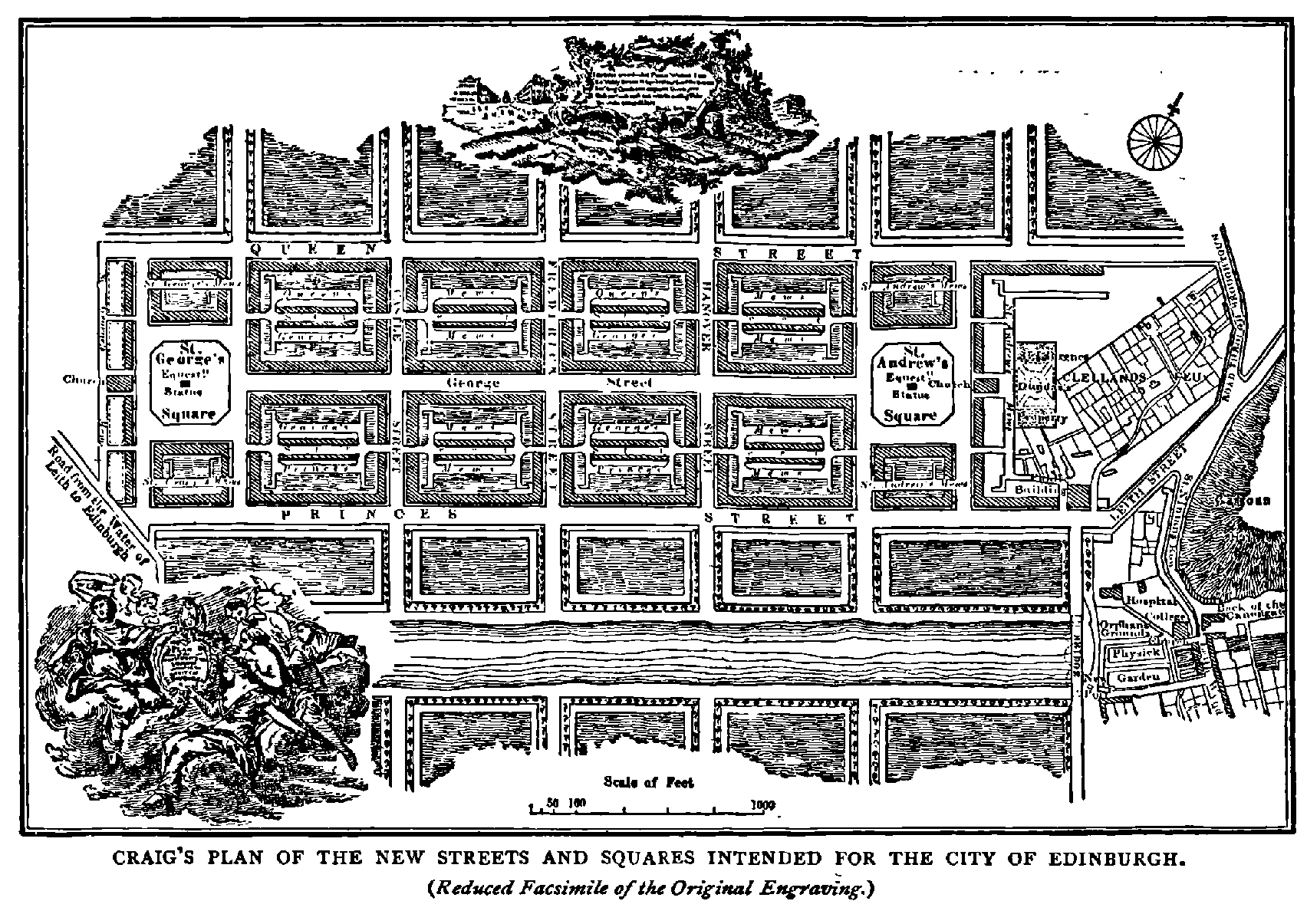
План Джеймса Крейга

В январе 1766 года прошёл конкурс на разработку проектов планирования нового квартала. Победителем стал 26-летний Джеймс Крейг, который предложил простую, чётко структурированную схему Нового города. План был несколько переработан и представлен на суд короля Георга III в 1767 году. В основу переработанного плана легли три параллельные улицы (Принсес-стрит, Джордж-стрит и Куин-стрит), расположенные между площадью Св. Андрея и площадью Шарлотты. Три перпендикулярные им улицы завершают сеть дорог.
Оригинальный план Крейга содержал диагональные соединительные улицы, так что сеть дорог напоминала флаг Великобритании. С целью упрощения плана от них было решено отказаться, а дух британского патриотизма решили передать посредством названий улиц и площадей.

### Названия улиц
Центральной улицей нового квартала стала Джордж стрит (George Street, дословно — «улица Георга»), названная в честь правящего в то время короля Георга III. Северней Джордж стрит находится Куин стрит (Queen Street, дословно — «улица Королевы»), улица южнее Джордж стрит была первоначально названа Сент-Джайлс стрит (St. Giles Street) в честь покровителя города Святого Эгидия. Площади Св. Андрея (St. Andrew Square) и Св. Георгия (St. George’s Square) — соответственно, покровителей Шотландии и Англии — символизировали союз Англии и Шотландии. Довершают картину улица Чертополоха (Thistle Street) и улица Розы (Rose Street) — соответственно, символы Шотландии и Англии.

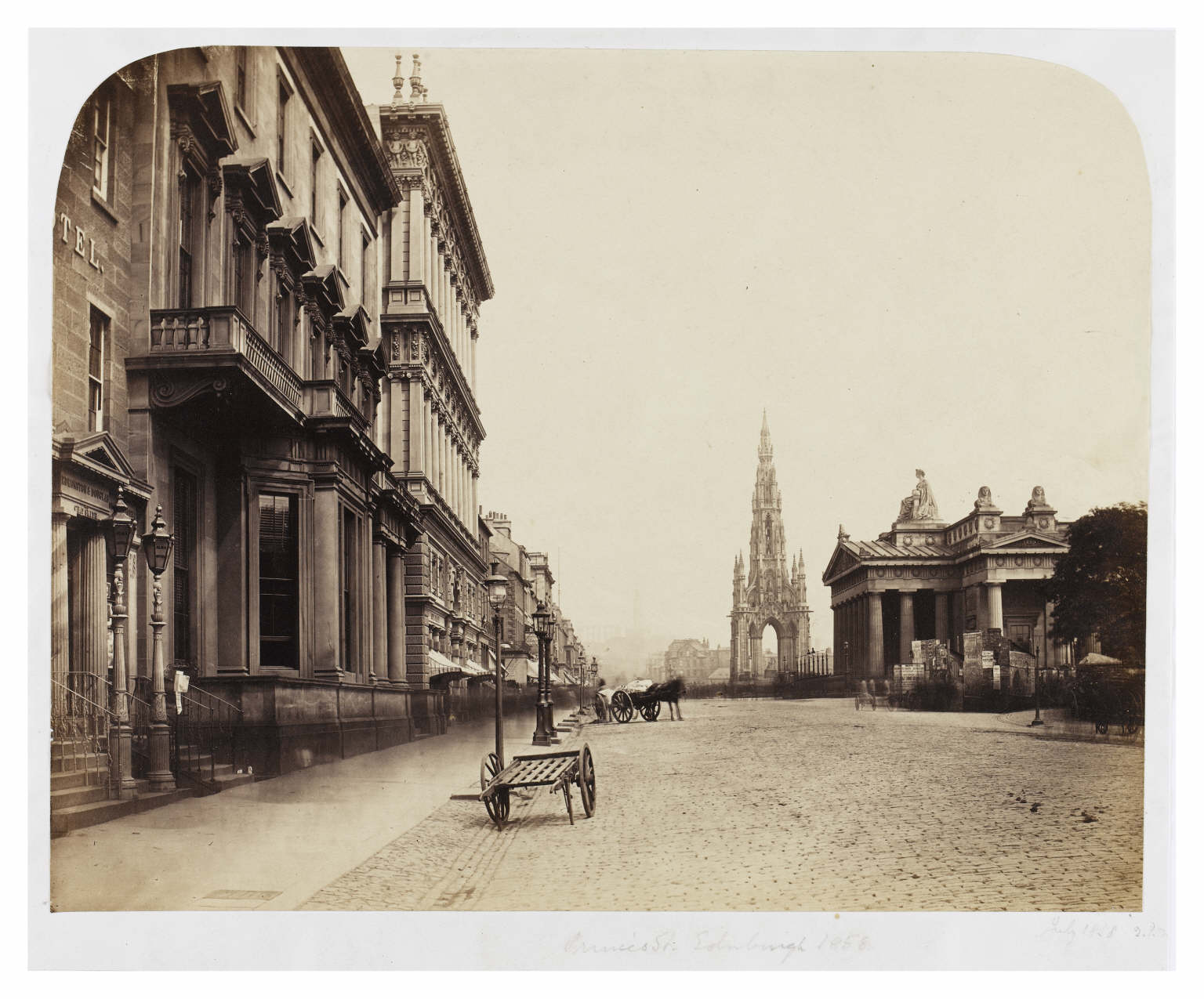
Принсес стрит в 1858 году

Поскольку Св. Эгидий был также покровителем прокаженных и ассоциировался у короля с трущобами в Лондоне, Сент-Джайлс стрит решили переименовать в Принсес стрит (Princes Street, дословно — «улица Принцев») в честь сыновей короля. Площадь Св. Георгия (St. George’s Square) переименовали в площадь Шарлотты (Charlotte Square, в честь королевы Шарлотты) во избежание путаницы с площадью Георга (George Square) в южной части Старого города. Западная часть улицы Чертополоха была переименована в Хилл-стрит и Янг-стрит, таким образом улица Чертополоха стала в два раза короче улицы Розы. Три перпендикулярные главным улицы называются Castle Street благодаря открывающемуся виду на Эдинбургский замок, Frederick Street в честь отца короля и Hanover Street в честь Ганноверской династии.

### Строительство
Строительство Нового города началось с площади Св. Эгидия. Крейг намеревался построить на обеих главных площадях по большому собору. Однако площадь Св. Эгидия принадлежала Сэру Лоуренсу Дундасу, который захотел построить на этом месте собственный особняк по проекту Чемберса. Особняк в палладианском стиле, законченный в 1774 году, служит сейчас штаб-квартирой Royal Bank of Scotland. Церковь Св. Эгидия должна была разместиться вместо этого сбоку от Джордж-стрит, однако из соображений архитектурной сочетаемости на её месте установили монумент Генри Дундаса.
Первый Новый город был окончен в 1800 году строительством площади Шарлотты. Площадь была спроектирована Робертом Адамом и была единственным единообразным архитектурным ансамблем Нового города. Адам также спроектировал церковь Св. Георгия, однако его проекту предпочли проект Роберта Рейда. Северную часть площади Шарлотты украшает Bute House — официальная резиденция Первого министра Шотландии.

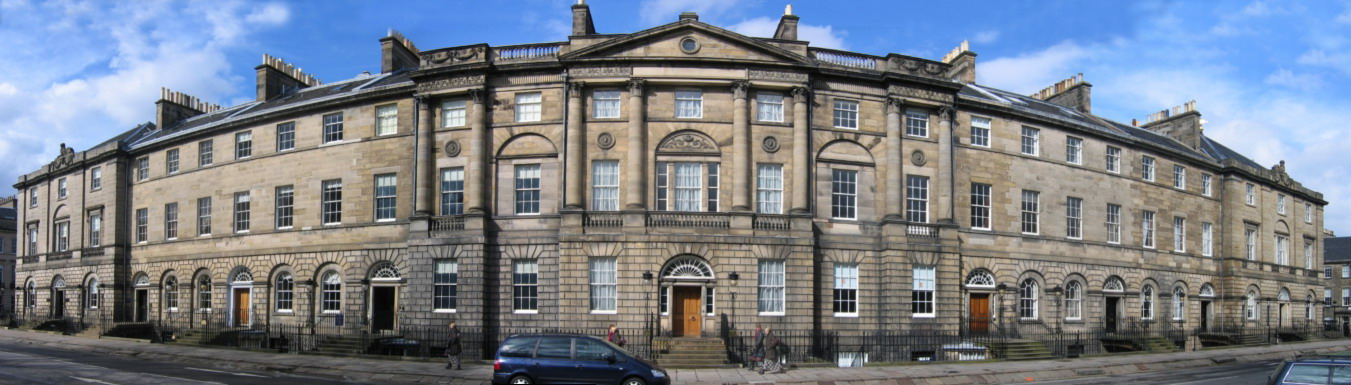
Панорама площади Шарлотты

### Перепланировка
Новый город был задуман исключительно в качестве жилого квартала. Таунхаусы с вкраплениями многоквартирных сдаваемых в аренду домов встали ровными рядами вдоль главных дорог. Внутренние части квартала предназначались для квартир обслуживающего персонала — учителей танцев, парикмахеров и т. д. Вскоре был выявлен коммерческий потенциал обеспеченного квартала, и один за другим стали появляться магазины. В XIX веке большинство таунхаусов на Принсес стрит были вытеснены коммерческими зданиями. Перепланировка первого Нового города ведётся и по сей день, однако многие здания остались в их первоначальном виде.

## Дополнения

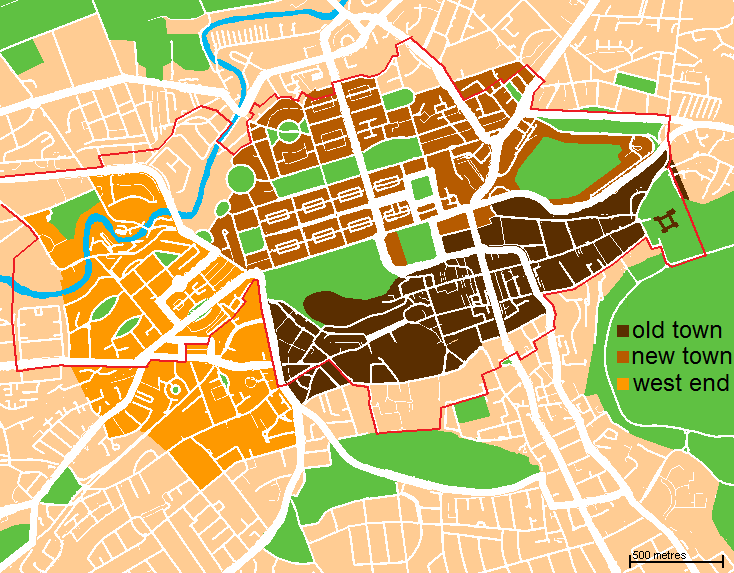
Новый город обозначен светло-коричневым цветом

После 1800 года было решено продолжить работу над Новым городом. Были предложены четыре новых проекта.
Северный Новый город предназначался для расширения границ города от северной части Queen Street Gardens до реки Уотер-оф-Лит. Работы над этим проектом велись в 1800 — 1830-х годах. За основу был опять же взят план Крейга с прямыми улицами с рядовой застройкой. Район вокруг площади Пикарди был достроен к 1809 году.

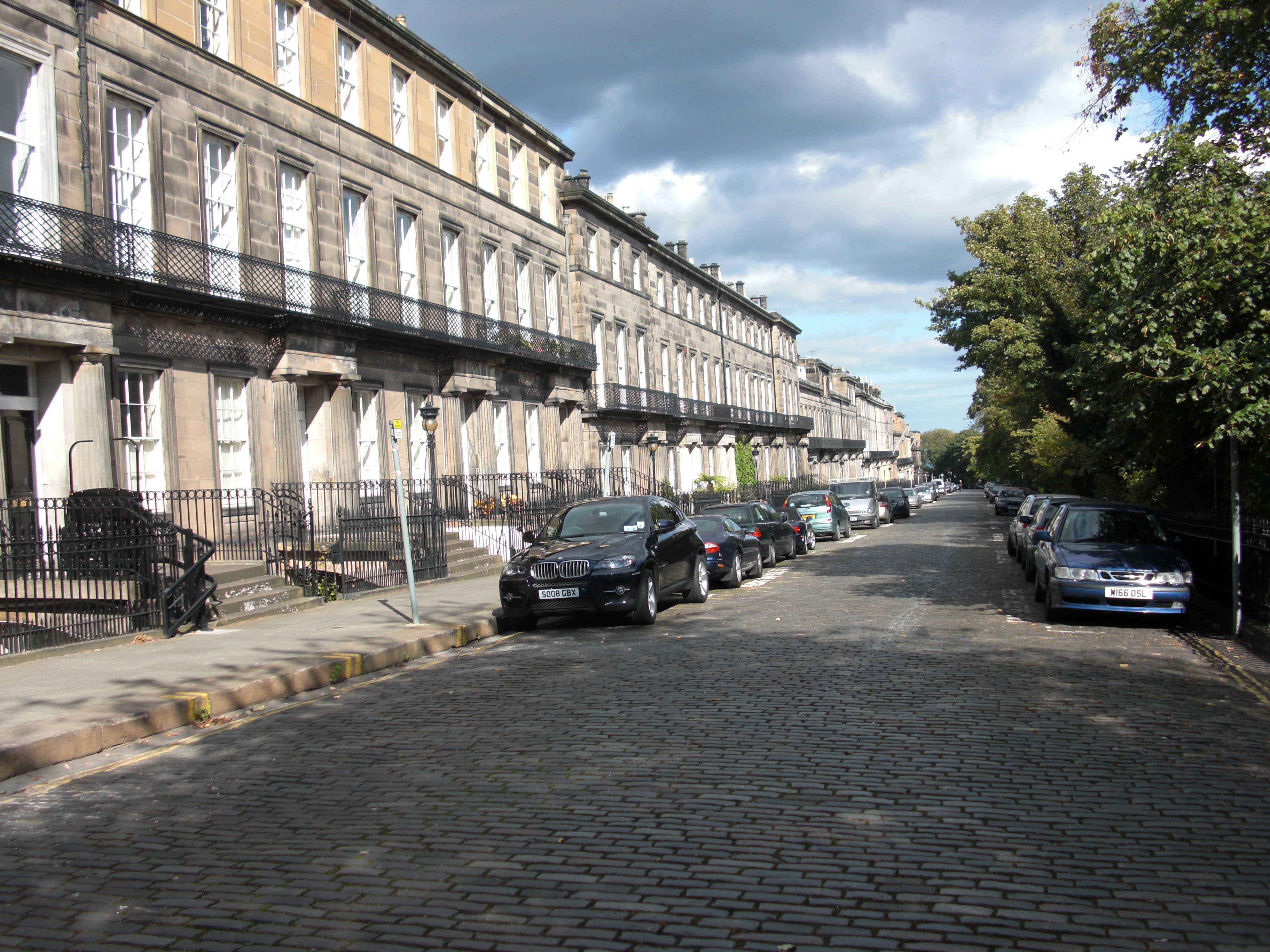
Regent Terrace

Для продления Нового города на восток Сэр Марджорибанкс соорудил элегантный мост Regent Bridge (1819 год), который позволил беспроблемно добираться на Калтон-хилл от Принсес стрит. Городской консул устроил конкурс на разработку планировки восточного Нового города, но он не принёс успехов. В конечном счёте был использован дизайн Плейфэра: были сооружены Regent Terrace, Calton Terrace и Royal Terrace, но северная часть London Road так и не была достроена. На южном склоне Калтон-Хилл были сооружены несколько монументов, а также Королевская высшая школа в неогреческом стиле.
В XIX веке под Новым город был прорыт железнодорожный туннель, соединяющий Scotland Street и Canal Street, позже ставшей частью вокзала Уэверли. После его закрытия, туннель стали использовать для выращивания грибов, а в годы Второй мировой войны в качестве бомбоубежища.

## Достопримечательности
В Новом городе на искусственном холме The Mound расположились Национальная галерея Шотландии и Королевская шотландская академия. На Куин-стрит находится Шотландская национальная портретная галерея. Другими достопримечательностями являются Balmoral Hotel (ранее — North British Hotel), а также монумент Вальтера Скотта.

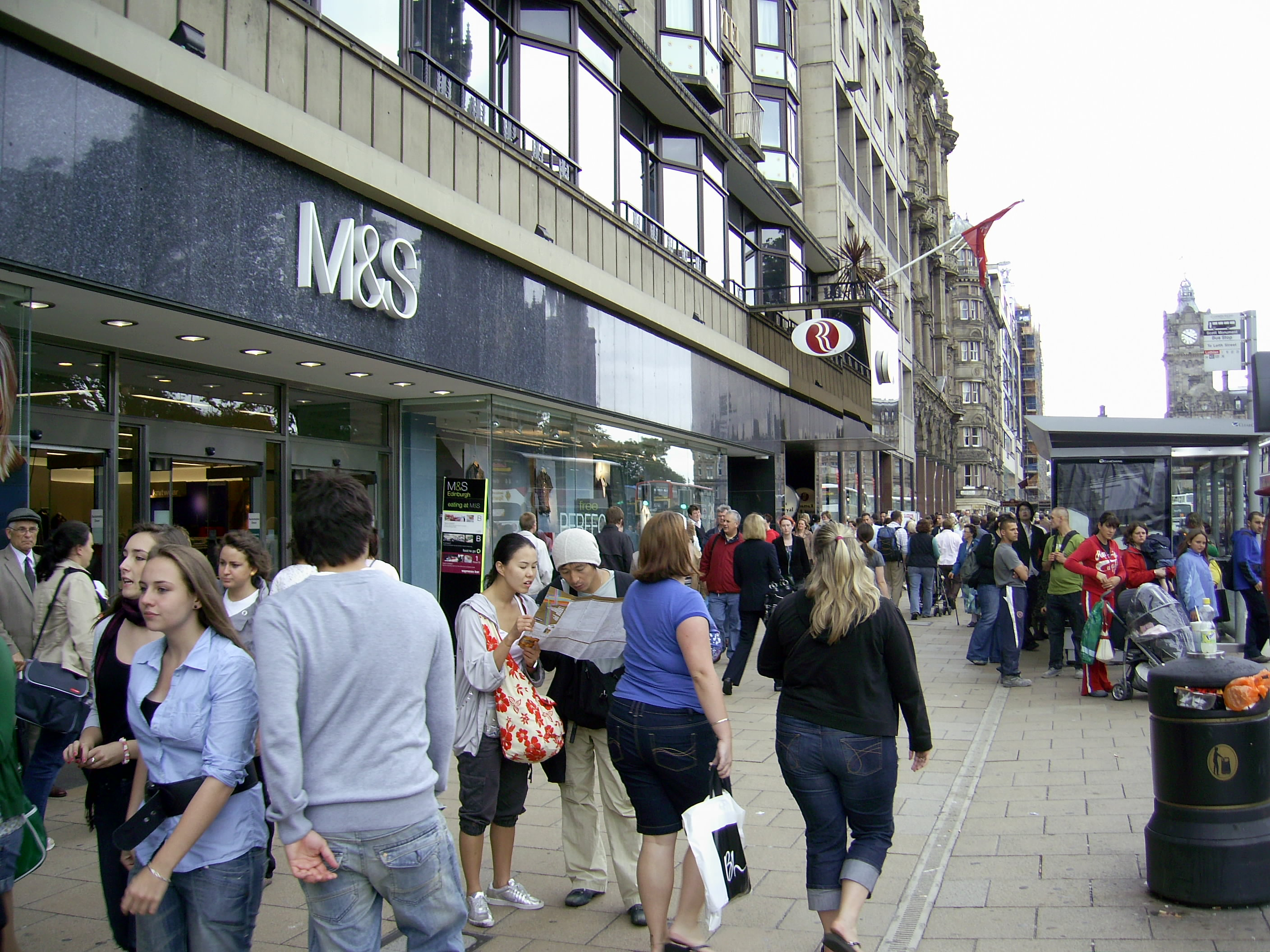
Магазины на Принсес стрит

## Посещение магазинов
Главной торговой улицей Эдинбурга является Принсес стрит со множеством торговых центров как шотландских фирм, так и международных. Джордж-стрит ранее была финансовым центром столицы, теперь на ней находятся современные бары, нередко занимающие старые банковские здания. У площади Св. Эгидия расположились дизайнерские бутики. У вокзала Уэверли находится торговый центр Princes' Street Mall.